# Tirana (rivière)
Pour les articles homonymes, voir Tirana (homonymie).
La Tirana est une rivière d'Albanie d'une longueur de 18 km. Elle est un affluent du Gjole (en).

## Source de la traduction
- (en) Cet article est partiellement ou en totalité issu de l’article de Wikipédia en anglais intitulé « Tiranë (river) » (voir la liste des auteurs).